# NGC 5665
NGC 5665 (również PGC 51953, UGC 9352 lub Arp 49) – galaktyka spiralna z poprzeczką (SBc), znajdująca się w gwiazdozbiorze Wolarza. Odkrył ją William Herschel 30 stycznia 1784 roku.